# Prologen till Snorres Edda
Prologen till Snorres Edda skrevs för att ge en kristen bakgrund till de hedniska myter som berättas i Gylfaginning och Skáldskaparmál. Hedendomen förklaras här som en slags naturreligion som uppstått då människor, som ännu inte nåtts av det kristna budskapet, genom egna naturiakttagelser kunnat ana tillvaron av en högre makt. De hedniska gudarna tolkas euhemeristiskt, det vill säga de antas från början ha varit framstående forntida kungar och erövrare, vilka efter sin död kommit att dyrkas som gudar. Gudamyterna blir då ingenting annat än förvanskad och halvt bortglömd historia.
Euhemeristiska tolkningar av den hedniska gudavärlden var populära under hela medeltiden, i synnerhet bland historieskrivare; till exempel Gregorius av Tours, Rudolf av Fulda och Saxo Grammaticus, med flera. Mer didaktiskt inriktade författare föredrog dock ofta att se de hedniska gudarna som manifestationer av djävulen, vilket är den vanligaste förklaringen i medeltida hagiografier.
Genom att inordna Eddans berättelser i den samtida kristna världsbilden kunde Snorre också förebygga kyrklig kritik mot bokens innehåll. Huruvida detta varit ett huvudsyfte är osäkert, men överdriven renlärighet hade tidigare förekommit på Island, till exempel under den nitiske Jón Ögmundarsons tid som biskop.

## Asarnas historia
Huvudparten av den korta prologen handlar om asarnas historia. Asarna troddes ha kommit från Asien – vilket enligt Snorre framgår av namnet – och deras urhem var Troja som här uppfattas som synonymt med Mindre Asien, också kallat Turkland: »Där fanns tolv kungadömen och en överkonung, och under varje kungadöme låg många länder.«
Den förste kung som Snorre nämner är Munon eller Mennon, gift med Priamos dotter Troan. De fick sonen Tor, som ensam besegrade »bärsärkar och jättar, en väldig drake och många djur.« På äventyr i norra delen av världen träffade Tor en spåkvinna som hette Sibylla (Sibil), och det är hon som i myterna kallas Siv. De gifte sig och fick sonen Lorride (Loriði). Därefter följer en uppräkning av namnen på Tors manliga ättlingar i arton rakt nedstigande led. Den artonde är Oden, som alltså bör ha levt cirka 450 år efter Tor, om man räknar 25 år för varje generation. Oden gifte sig med Frigg och kom att bli den störste av alla asakungar:
| ” | Oden var spåkunnig och likaså hans hustru, och genom den förmågan blev han varse att hans namn skulle bli ihågkommet och hedrat framför andra kungars i norra delen av världen. För den sakens skull ville han bege sig på färd från Turkland. Han hade ett stort följe; ungt folk och gammalt, män och kvinnor, och med sig hade de många dyrbara ting. Och var de färdades genom länderna, sades så mycket hedersamt om dem att de tycktes mer lika gudar än människor. | „ |

### Odens vandringar
Under denna folkvandring norrut kom asarna först till Saxland (Tyskland) där Oden satte tre av sina söner att regera: Veggdegg blev kung i östra Saxland, Beldegg (som i myterna kommit att kallas Balder) blev kung i Västfalen och Siggi blev kung i Frakkland (det vill säga Frankrike) och från honom härstammar völsungarnas ätt. Oden fortsatte sedan norrut till Reiðgotaland, som nu heter Jylland (Jótland), där sonen Sköld (Skjǫldr) blev kung, och från honom kommer alla sköldungar. Därpå gick färden till Svitjod där sonen Yngve (Frej) blev kung, och han blev ynglingaättens stamfader. Sist for Oden till Norge där han gjorde sonen Säming (Sæmingr) till kung, och efter honom räknar de norska kungarna, liksom ladejarlarna, sin härkomst.
Det var också denna folkvandring som, enligt Snorre, förde de germanska språken till denna del av världen, »till Norge och Svitjod, till Danmark och Saxland.« Men i England, säger han, finns det namn på platser och länder, som man kan se är givna på ett helt annat språk än detta (=keltiska).

## Snorres källor
Berättelsen om asarnas utvandring från Mindre Asien till Skandinavien har Snorre hämtat från Sköldungasagan, som i sin tur troligen bygger på både muntliga och skriftliga källor – till exempel Sämund frodes nu förlorade verk. Men Snorre kunde också knyta an till flera europeiska traditioner, enligt vilka olika västländer hade grundats av flyktingar från Troja. Dessa traditioner går ytterst tillbaka på Æneiden. Sin kunskap om Troja kan Snorre ha fått från Breta sǫgur eller från Trójumanna saga, som bygger på latinska källor. Men också genealogierna hos Are frode – som Snorre ofta åberopar som källa – tycks förutsätta att det skett en folkvandring från Svarta havsområdet till Skandinavien ledd av kungar som senare kommit att uppfattas som gudar. Snorres berättelse skiljer sig dock i en mycket avgörande punkt från alla kontinentala traditioner om Troja: Han nämner ingenting om det trojanska kriget och ingenting om Trojas fall. Oden är inte, likt Æneas, en fördriven flykting utan en framgångsrik härskare, som enkom för att förmera sin ära väljer att söka lyckan i en annan del av världen. Frågan är alltså om det funnits något inhemskt folkminne som Snorre i sin berättelse om asarnas vandringar har sökt sammansmälta med den sydliga sagan om Troja. Historikern och riksarkivarien Barði Guðmundsson menade att det var så. Han fann det anmärkningsvärt att den poetiska Eddans hjältesånger, som innehållsligt går tillbaka till folkvandringstiden, uteslutande hämtar motiv från östgoternas historia, och menade att Snorres skildring av Odens vandringar också borde ha östgotiskt ursprung. Antagligen, trodde han, rörde det sig om ett förbleknat minne av de Odensdyrkande herulernas vandring från Svarta havsområdet till Skandinavien på 510-talet. Denna folkvandring omtalas av den samtida historieskrivaren Prokopios, som också själv träffade några av de deltagande hövdingarna, varför händelsen i sig inte brukar betvivlas.
Även Thor Heyerdahl trodde på Snorres berättelse, och ett av hans sista projekt var att genom utgrävningar i trakten av Azov på norra Svarta havskusten leta bevis för att Oden verkligen hade kommit därifrån. Sina argument för att Snorre hade rätt har Heyerdahl redovisat i boken Jakten på Odin.